# Preceptor

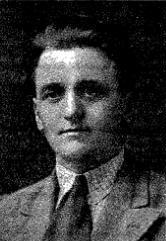
Edward Heppenstall en 1929, profesor y preceptor en el 'Stanborough College', Inglaterra.

Un preceptor es un profesor responsable de mantener un precepto, o sea, cierta ordenanza, ley, o tradición. El término se utiliza para designar a personas encargadas de acompañar y orientar la educación de un niño o  un adolescente. 
Es la persona responsable de conducir y supervisar, a través de orientación y acompañamiento, el desarrollo y la actuación de los médicos residentes en las distintas especialidades de un hospital. Cada preceptor deberá tener formación completa en el área en que vaya a actuar, sea farmacia, fonoaudiología, fisioterapia, nutrición, educación física, odontología, etc.
En la Edad Media, una preceptoría era la sede de ciertas órdenes cristianas, como la de los Templarios o los de la Orden de Malta. Allí, el preceptor era una especie de Gran Maestre de la orden respectiva, quien focaliza su accionar en su iglesia y en sus hermanos.

## Educación
En algunas universidades que se ubican en un lugar existe una especial posición o función que en inglés se llama preceptor. Estos preceptores son estudiantes voluntarios que asisten con cierta regularidad a profesores titulares y auxiliares, especialmente en grupos grandes, colaborando en algunos temas y en secciones prácticas o de laboratorio. En algunos casos, se requiere que estos voluntarios tomen algún curso extra enfocado al liderazgo y a la práctica docente, cuya profundidad y extensión es determinada por los profesores involucrados. Claro está, los preceptores que siguen estas actividades extra suelen ganar créditos que sirven para sus estudios. En otros casos, se exige que estos preceptores ya sean graduados o de cursos superiores, y en esa situación suelen recibir una remuneración.
En otras universidades estadounidenses, y especialmente en las antiguas y de gran prestigio (Harvard, Cambridge, Oxford), los preceptores no son estudiantes sino que son profesores invitados para temas específicos, música, matemática, lenguaje, ciencias de la vida, etc, o también podrían ser personas de mucho prestigio (generalmente con PhD) que de una u otra forma colaboran con los cursos, muy especialmente cuando el número de estudiantes es grande. En estas funciones especiales han estado personas conocidas tales como el periodista y escritor George Packer, el novelista Tom Perrotta, el crítico Richard Dyer, el poeta Dan Chiasson, y el docente Mark Gaipa. Por su parte y por ejemplo en la Columbia University, los "preceptores" son estudiantes de cursos superiores (a uno o dos años de obtener sus respectivos grados doctorales), quienes se encargan casi por entero de algún curso o de alguna temática, como por ejemplo "literatura", "civilización contemporánea", etc. Esta misma denominación de preceptor también es usada para algunos profesores-asistentes en la Princeton University, en roles típicamente cumplidos por estudiantes recién graduados.
El preceptor es miembro del equipo docente de la escuela y, por lo tanto, participa en los procesos de construcción, implementación y evaluación de la propuesta educativa de las instituciones según su nivel o modalidad. Es un integrante activo que aporta una mirada y una intervención particular que, desde su especificidad, favorece el proceso de enseñanza y aprendizaje, promoviendo y acompañando tanto a alumnos como a docentes en la propuesta educativa de cada institución. 
Es el referente más cercano que tienen los alumnos dentro de la institución, controla la asistencia, la conducta y el cumplimiento de las normas; y es a quienes recurren primero los adolescentes cuando se presenta alguna dificultad. La función del preceptor no se limita sólo a cumplir con tareas administrativas. El preceptor realiza el contacto cotidiano con el alumno y es una pieza clave dentro de la institución.
Antiguamente se lo llamaba celador y se lo asociaba al modelo prusiano de organización escolar, de vigilar y castigar.
Son funciones del preceptor:
- Cuidado y seguimiento de los  alumnos, procurando su integración grupal, interesándose por los problemas que tengan los mismos y orientándolos en la búsqueda de soluciones.
- Colaborar con el profesor del curso en el acompañamiento y formación integral de los alumnos.
- Colaborar con los profesores a fin de facilitar un mejor desarrollo de las clases y de la actividad pedagógica (entrega del grupo, condiciones del aula, entrega de materiales).
- Permanecer con los alumnos a su cargo, manteniendo el orden hasta entregar la clase al profesor respectivo. Comunicar de inmediato a su Superior la ausencia del docente correspondiente, a los efectos de tomar las medidas necesarias.
- Atender a los alumnos, en caso de ausencia del profesor, organizando propuestas previamente planificadas que permitan un mejor  aprovechamiento de ese tiempo.
- Cumplir y hacer cumplir a los alumnos las pautas acordadas en los Acuerdos Institucionales de Convivencia.
- Fomentar el cumplimiento de las normas legales vigentes que regulan el funcionamiento escolar (Régimen de evaluación, calificación y promoción, asistencia, puntualidad, reincorporación, convivencia, etc.).
- Supervisar el ingreso y salida de los alumnos.
- Generar acciones tendientes a que el alumnado permanezca en el  establecimiento durante el horario escolar, salvo casos contemplados en la normativa escolar vigente.
- Tomar los recaudos necesarios para favorecer la asistencia y puntualidad de los alumnos.
- Comunicar a las autoridades escolares cualquier situación de carácter grave que afecte a los alumnos y/o cualquier circunstancia que requiera de medidas especiales o de prevención.
- Cumplir tareas de  organización y cuidado de los alumnos durante actos escolares, salidas didácticas, etc.
- Cumplir tareas de cuidado de los alumnos durante los recreos en todos los espacios en los que los mismos estén presentes.
- Fomentar y controlar el debido cuidado de las instalaciones y bienes de la escuela.

## El preceptor en la historia
La figura del preceptor por cierto es de larga data, tanto a nivel de las instituciones educativas como en los hogares.
Es interesante conocer más en detalle las funciones del preceptor en por ejemplo la "Escuela de Gramática" de Madrid, cuando Juan López de Hoyos allí fue preceptor entre 1568 y 1583: « En esos días, el encargado o preceptor del estudio era un bachiller o un licenciado, acompañado a veces por un repetidor que repasaba y tomaba a los alumnos las lecciones impartidas por aquél. El contrato para "leer gramática en esta villa" (así se denominaba a la impartición de las clases) solía comenzar el 18 de octubre, día de San Lucas; las vacaciones eran de un mes, desde el 16 de julio al 16 de agosto. Se accedía al puesto mediante oposición, pero cuando escaseaban los opositores interesados, el Consejal lo adjudicaba directamente a la persona que consideraba idónea. Los preceptores se obligaban a residir en la villa y a no abandonarla mientras durase el contrato. pudiéndose descontar de su salario lo correspondiente a los días de ausencia. Desde mediados del siglo XVI se estableció un régimen de inspecciones por comisarios municipales. Una parte de los salarios del preceptor y del repetidor provenían de las arcas municipales y consistía de un salario anual en dinero y en especias. Junto a este dinero aportado por el Consejo, el preceptor percibía de cada uno de sus alumnos (hijos de caballeros y hombres buenos en su mayoría) una cantidad mensual, aunque tenía la obligación expresa de no cobrar nada a los pobres.»
La gente rica a veces también contrataba a un preceptor para orientar e instruir a alguno de sus hijos. Así por ejemplo puede citarse que François Fénelon (1651-1715) fue preceptor del duque de Borgoña (el nieto del rey Luis XIV).